# Triptilion cordifolium
Triptilion cordifolium là một loài thực vật có hoa trong họ Cúc. Loài này được Lag. ex Lindl. miêu tả khoa học đầu tiên năm 1824.